# Meridià 120 a l'oest
El meridià 120 a l'oest de Greenwich és una línia de longitud que s'estén des del pol Nord travessant l'oceà Àrtic, Amèrica del Nord, el Golf de Mèxic, l'oceà Pacífic, l'oceà Antàrtic, i l'Antàrtida fins al pol Sud.
El meridià 120 a l'oest forma un cercle màxim amb el meridià 60 a l'est. Com tots els altres meridians, la seva longitud correspon a una semicircumferència terrestre, uns 20.003,932 km. Al nivell de l'Equador, és a una distància del meridià de Greenwich de 13.358 km.
Al Canadà, gran part de la frontera entre la Colúmbia Britànica i Alberta es defineix pel meridià, i als Estats Units part de la frontera entre Califòrnia i Nevada el segueix aproximadament.
El temps solar mitjà en aquest meridià determina el temps de la zona horària del Pacífic (UTC-08:00) durant el temps estàndard. La major part de l'any, però, és el meridià de la zona horària d'Alaska, ja que s'observa el temps d'estalvi de llum solar durant gairebé 2/3 de l'any.

## De Pol a Pol
Començant en el pol Nord i dirigint-se cap al pol Sud, aquest meridià travessa:
| Coordenades                               | País, territori o mar         | Notes |
| ----------------------------------------- | ----------------------------- | --- |
| 90° 0′ N, 120° 0′ O / 90.000°N,120.000°O  | Oceà Àrtic                    | |
| 77° 1′ N, 120° 0′ O / 77.017°N,120.000°O  | Canadà                        | Territoris del Nord-oest — Illa del Príncep Patrick |
| 75° 50′ N, 120° 0′ O / 75.833°N,120.000°O | Estret de McClure             | |
| 74° 17′ N, 120° 0′ O / 74.283°N,120.000°O | Canadà                        | Territoris del Nord-oest — Illa de Banks |
| 72° 14′ N, 120° 0′ O / 72.233°N,120.000°O | Estret del Príncep de Gal·les | |
| 71° 32′ N, 120° 0′ O / 71.533°N,120.000°O | Golf d'Amundsen               | |
| 69° 16′ N, 120° 0′ O / 69.267°N,120.000°O | Canadà                        | Nunavut Territoris del Nord-oest — travessa el Gran Llac dels Ossos Frontera Alberta / Colúmbia Britànica des de 60° 0′ N, 120° 0′ O / 60.000°N,120.000°O Colúmbia Britànica — des de Intersection Mountain a 53° 48′ N, 120° 0′ O / 53.800°N,120.000°O; en aquest punt el meridià es troba amb la Divisòria continental, i la frontera amb Alberta es desvia al sud-est |
| 49° 0′ N, 120° 0′ O / 49.000°N,120.000°O  | Estats Units                  | Washington Oregon — des de 45° 59′ N, 120° 0′ O / 45.983°N,120.000°O Frontera Califòrnia / Nevada (aproximat) — des de 42° 0′ N, 120° 0′ O / 42.000°N,120.000°O Califòrnia — des de 39° 0′ N, 120° 0′ O / 39.000°N,120.000°O |
| 34° 27′ N, 120° 0′ O / 34.450°N,120.000°O | Oceà Pacífic                  | Canal de Santa Bàrbara |
| 33° 59′ N, 120° 0′ O / 33.983°N,120.000°O | Estats Units                  | Califòrnia — Illa Santa Rosa |
| 33° 57′ N, 120° 0′ O / 33.950°N,120.000°O | Oceà Pacífic                  | |
| 60° 0′ S, 120° 0′ O / 60.000°S,120.000°O  | Oceà Antàrtic                 | |
| 73° 44′ S, 120° 0′ O / 73.733°S,120.000°O | Antàrtida                     | Territori no reclamat |